# Sint-Joriskerk (Nieuwpoort)
De Sint-Joriskerk is de parochiekerk van de tot de West-Vlaamse gemeente Nieuwpoort behorende plaats Sint-Joris, gelegen aan het Sint-Jorisplein.

## Geschiedenis
Omstreeks 1200 was er te Sint-Joris een kapel die fungeerde als hulpkerk van de parochie van Ramskapelle. In 1240 werd de kapel verheven tot parochiekerk. Het patronaatsrecht berustte bij de Sint-Niklaasabdij te Veurne. Er ontstond een eenbeukig gotisch kerkje met westtoren. Later werd aan de noordzijde een kapel gebouwd, gewijd aan Onze-Lieve-Vrouwe. Na een brand werd de toren in 1762 hersteld.
Tijdens de Eerste Wereldoorlog werd de kerk vernield. Een nieuwe kerk werd 700 meter westelijk van de oorspronkelijke gebouwd, waar een nieuwe dorpskern verrees. Het kerkhof bleef echter op de oude plaats, die bekend staat als Oud Sint-Joris.
De nieuwe kerk werd in 1922 gebouwd, naar ontwerp van Georges Hendrickx.
In 1990 rukte een tornado de torenspits af en boorde deze omgekeerd door de middenbeuk.

## Gebouw
De kerk werd uitgevoerd in gele baksteen en in historiserende stijl, waarbij de vroegere kerk als inspiratiebron zou zijn gebruikt. De noordwesttoren heeft een vierkante plattegrond en een trans, waarboven zich een naaldspits verheft.